# Plattenbauten in Leipzig

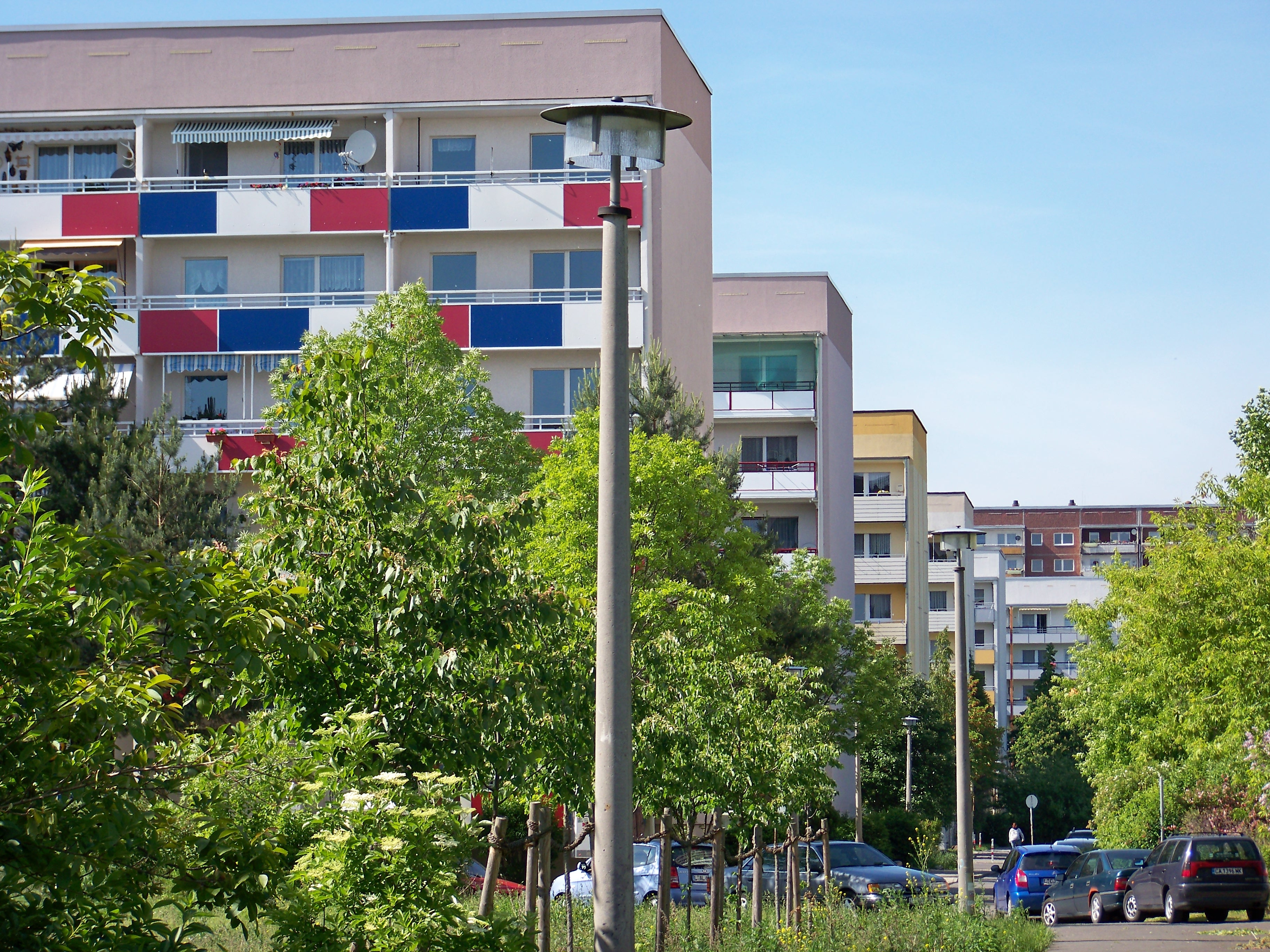
Plattenbaureihen in Grünau-Mitte

Diese Liste enthält die zu DDR-Zeiten errichteten Plattenbau-Wohngebiete in Leipzig.

## Entstehung
Viele von ihnen entstanden im Zuge der Umsetzung des Wohnungsbauprogramms von 1973, das die Wohnungsprobleme in der DDR bis 1990 lösen sollte – meist als komplexer Wohnungsbau in Großwohnsiedlungen.

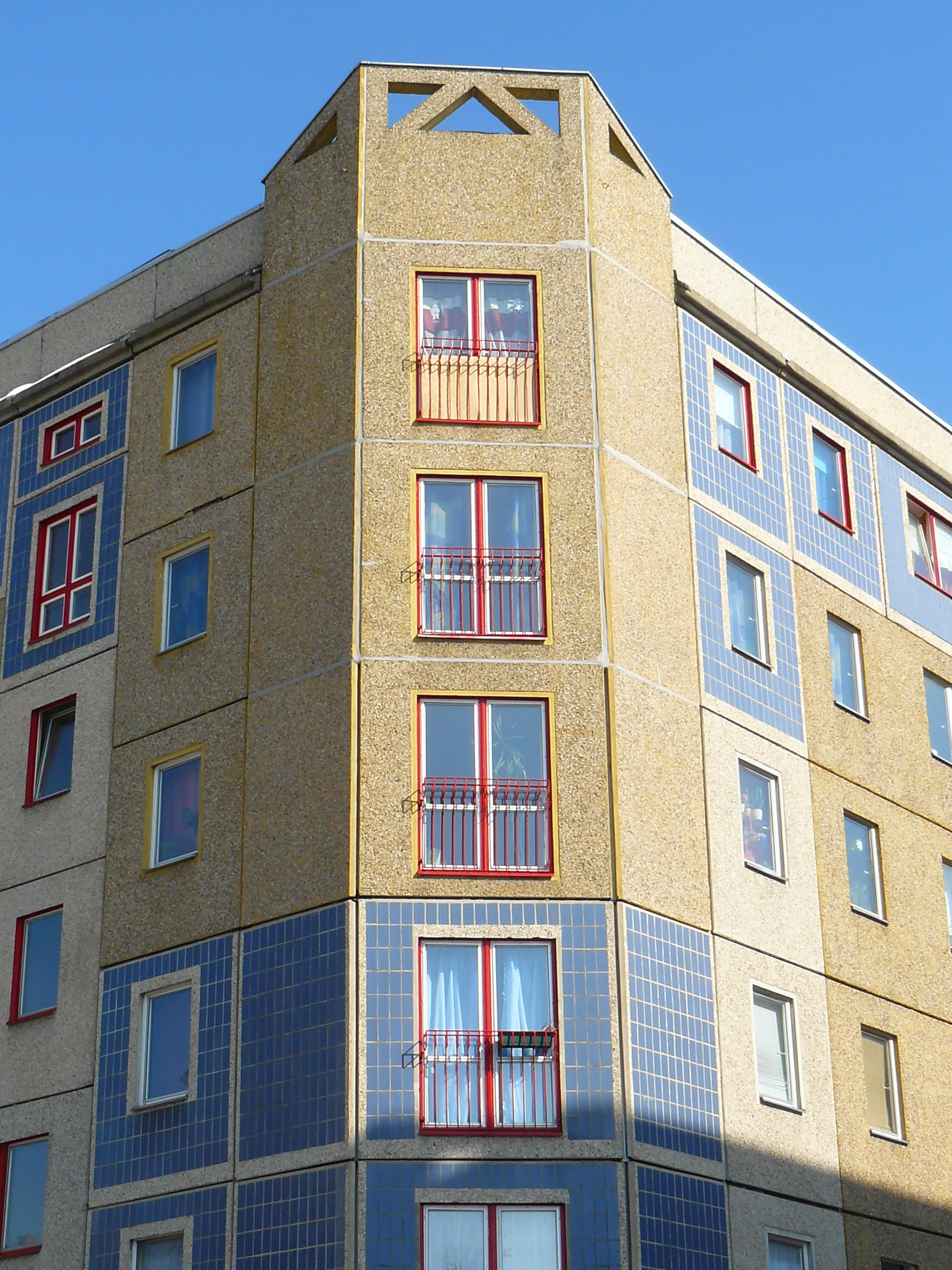
Später Plattenbau (1990) im Zentrum-Südost

Schon im Generalbebauungsplan der Stadt Leipzig von 1970 gab es erste Planungen für Großsiedlungen in Leipzig. Als Chefarchitekt des städtischen Planungs- und Architekturbüros wirkte Horst Siegel in leitender Funktion an dem Bau der Großsiedlungen, insbesondere Grünau, mit.
Der Beschluss des Politbüros des ZK der SED vom 30. August 1977 Zur weiteren Durchsetzung des Wohnungsbauprogramms der Stadt Leipzig im Fünfjahrplan-Zeitraum 1976–80 und bis 1990 stärkte die Rolle der Stadt Leipzig. Mit dem Beschluss war jedoch auch verbunden, den extensiven Wohnungsbau in Grünau vorrangig zu betreiben und die Altbaugebiete in der Stadt weiter zu vernachlässigen.
In Leipzig wurden bis 1990 in 25 Wohngebieten vorwiegend in Plattenbauweise circa 90.000 Wohneinheiten erbaut, wobei sich etwa zwei Drittel davon in den Großwohnsiedlungen in Grünau, Paunsdorf, Schönefeld, Mockau, Lößnig, Möckern und in der Straße des 18. Oktobers befanden. Damit stellten die Plattenbauten einen sehr großen Teil des Leipziger Wohnraumes dar.
In Leipzig waren 1990 vom Bestand 196.000 von 257.000 Wohnungen in einem sanierungsbedürftigen Zustand, da in der DDR die neugebauten Plattenbausiedlungen Vorrang vor der Sanierung des Altbaubestandes hatten. Ein Großteil der Viertel in Plagwitz, Reudnitz-Thonberg und Connewitz war baufällig und drohte teilweise einzustürzen. Daher war absehbar, dass diese Gebiete wie Reudnitz-Thonberg nach 1990 auch zu großen Teilen durch Plattenbauten ersetzt worden wären, wie im Bereich Mühlstraße 1988 bis 1990 schon angefangen.
Mit einer stärkeren Hinwendung zum innerstädtischen Bauen kam der WBS 70/36 kN, eine neuentwickelte Wohnungsbauserie mit einem kleinteiligen Grundraster bei Lückenschließungen in der Innenstadt nach dem Beispiel Kolonnadenstraße zum Einsatz. Für die neue Serie gab es seit 1987 einen Gestaltungsbaukasten mit Bauteillösungen (Fassade, Loggia, Treppenhaus, Ecken und Dach) für die Anpassung der Wohngebäude an unterschiedliche Standorte.
Die 1. Leipziger Volksbaukonferenz am 6. und 7. Januar 1990 führte zu einem weitgehenden Stopp des Bauens von Plattenbauten.

## Liste
| Stadtteil                               | Untergliederung | Bauzeitraum | ca. Anzahl WE | ca. Anzahl Einwohner        |
| --------------------------------------- | --------------- | ----------- | ------------- | --------------------------- |
| Sellerhausen                            |                 | 1961-1987   | 1.720         |                             |
| Schönefeld                              |                 | 1962–1971   | 1150          |                             |
| Großzschocher                           |                 | 1963–1973   | 2080          |                             |
| Lößnig                                  |                 | 1964–1974   | 3070          | 10 680 (2007)               |
| Marienbrunn                             |                 | 1966–1967   | 860           |                             |
| Zentrum-Südost (Straße des 18. Oktober) |                 | 1969–1975   | 2560          | 6662 (2000)                 |
| Möckern                                 | Möckern Ost     | 1970–1975   | 1950          |                             |
| Dölitz                                  |                 | 1974–1975   | 910           |                             |
| Mockau                                  | Ost             | 1975–1978   | 2340          | 3958                        |
| Mockau                                  | West            | 1975–1978   | 2040          | 4021                        |
| Schönefeld                              | Schönefeld-Ost  | 1975–1983   | 4310          | 9259 (2000)                 |
| Thekla                                  |                 | 1976–1978   | 1640          | 2988 (2000)                 |
| Grünau                                  | WK 1 bis 8      | 1976–1988   | 38 545        | 85 000 (1989) 49 400 (2004) |
| Gohlis                                  | Nord            | 1986–1989   | 890           | 1700 (2000)                 |
| Paunsdorf                               |                 | 1987–1991   | 6290          | 12 405 (2000)               |
| Reudnitz-Thonberg                       | Mühlstraße      | 1988–1990   | 613           |                             |

Quelle:

## Entwicklung nach 1990
Seit der Wiedervereinigung von Deutschland stellten der hohe Leerstand, die wenigen Grünflächen und die hohe Bebauungsdichte ein Problem dar, das zum Teil durch Umnutzung und Neubauten gelöst wurde. Durch teilweisen Rückbau insbesondere der Punkthochhäuser PH 16 und Umfeldaufwertungen wurde außerdem versucht, der sinkenden Einwohnerzahl in den Gebieten zu begegnen.
Mit Fördermitteln aus dem Programm Stadtumbau Ost wurden mit einer Konzentration des Mitteleinsatzes auf Leipzig-Grünau im Zeitraum von 2000 bis 2015 fast 8000 Plattenbau-Wohnungen zurückgebaut. Mit dem Konzept für Grünau wurde das Ziel Mehr Qualität durch weniger Häuser verfolgt. Aufgrund des nachhaltigen Bevölkerungswachstums in Leipzig seit 2011 erlebten auch die Plattenbauviertel wieder Bevölkerungszuwächse. Seit 2015 gab es keine Abrisse mehr, stattdessen wird mit Grundrissänderungen und Umbaumaßnahmen experimentiert. In der Uranusstraße in Grünau-Nord wurden WBS 70-Plattenbauten zu Terrassenhäusern umgebaut, in der Frankenheimer Straße in Schönau wurden 6-Geschosser zu 4-Geschossern zurückgebaut.

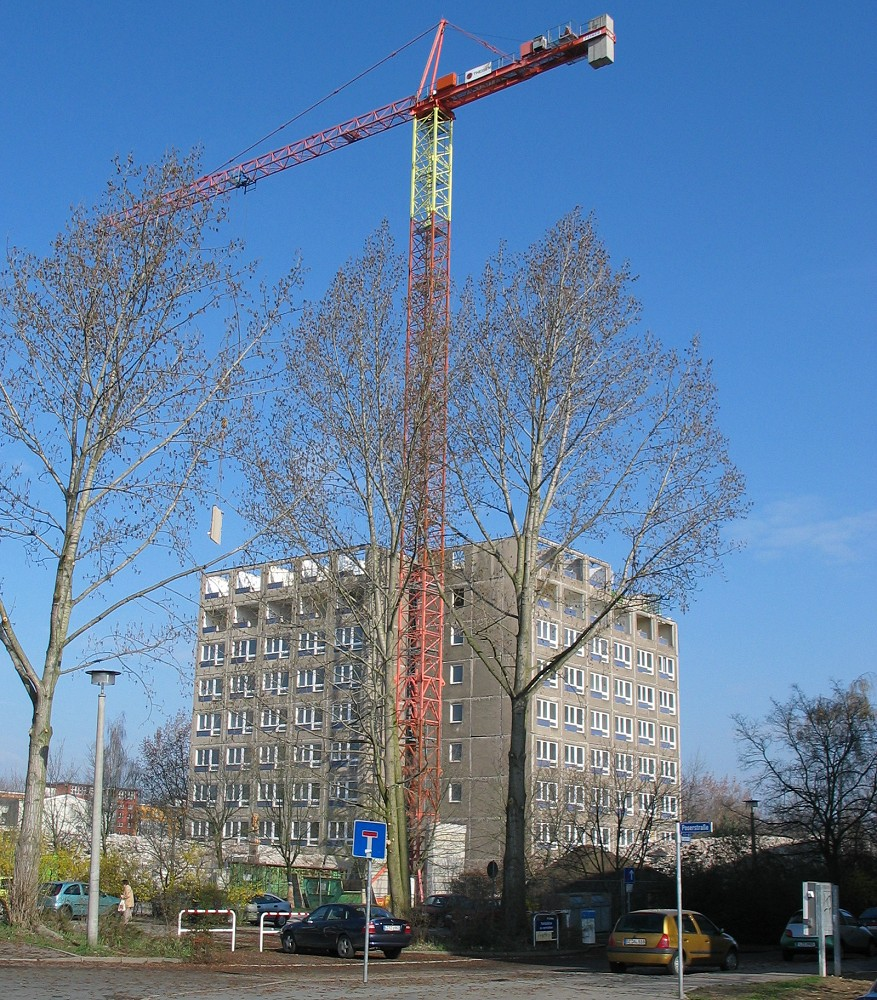
Abriss des 16-geschossigen Plattenbaus Typ „Erfurt“ in Schönefeld-Ost
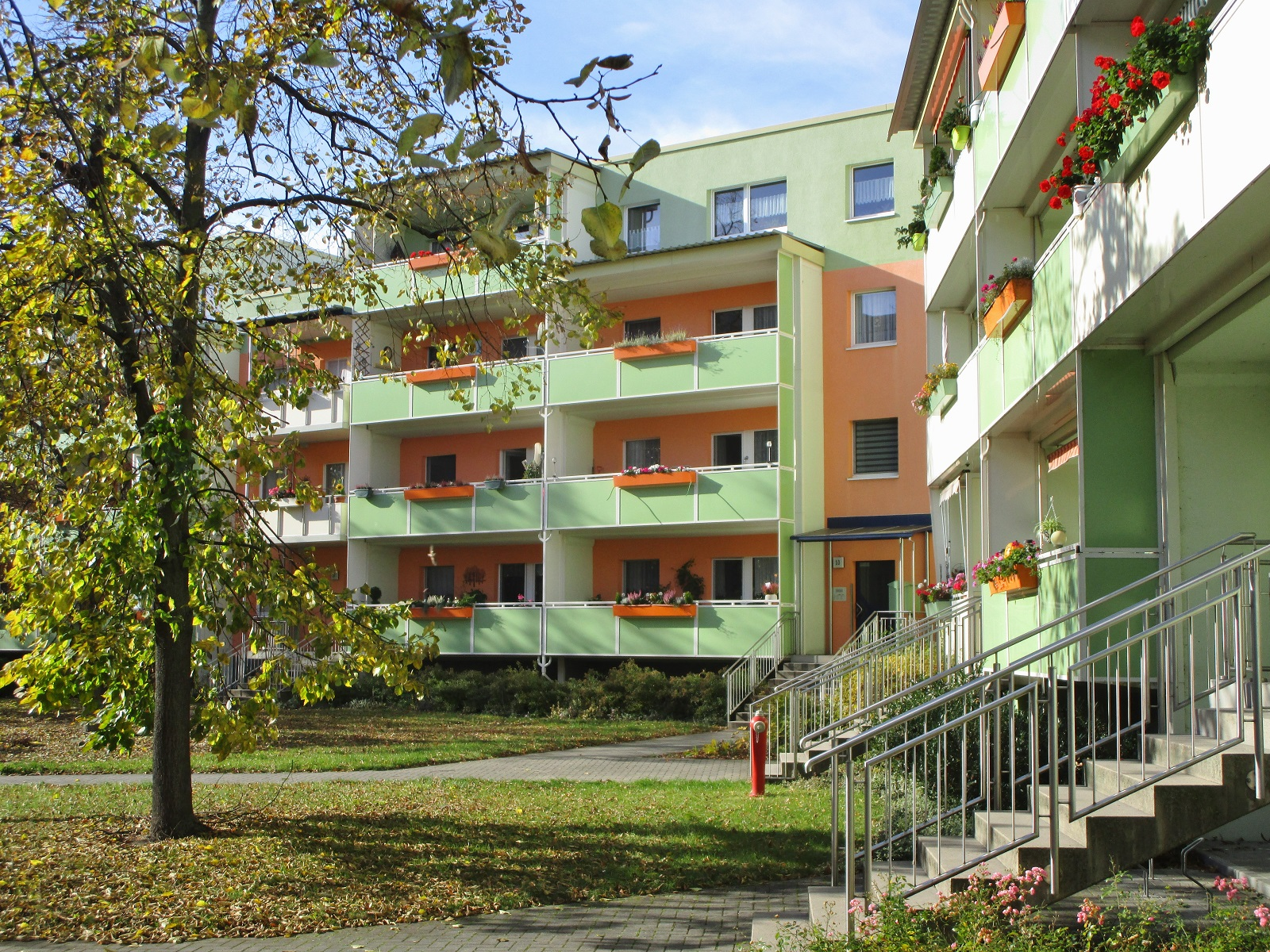
Umgebauter Plattenbau Uranusstraße Leipzig-Grünau
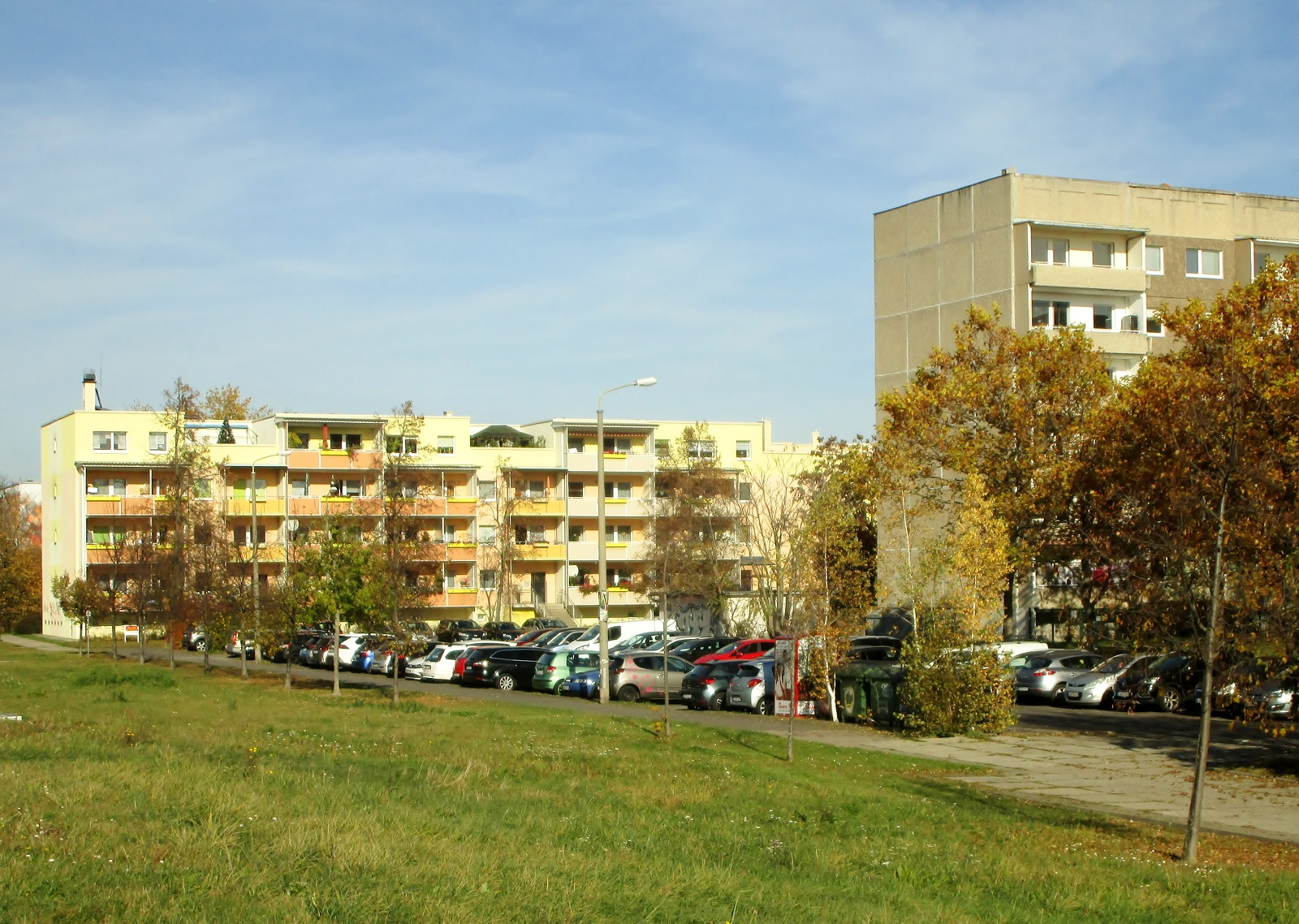
Zum Terrassenhaus umgebauter WBS 70 in Grünau-Nord
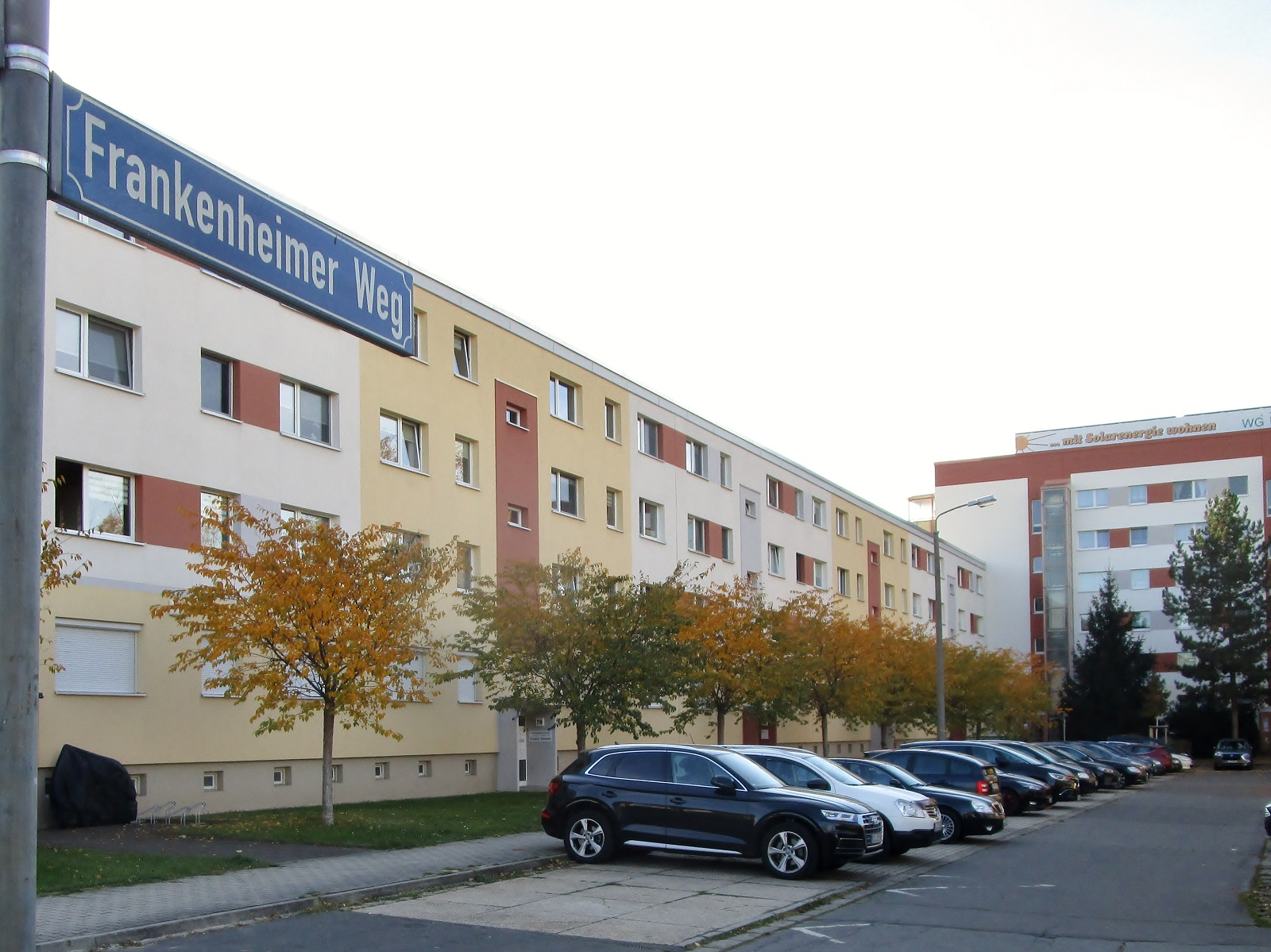
Von 6 auf 4 Geschosse zurückgebaut in Schönau